# Beeder Bruch
Das Beeder Bruch, auch Beedener Bruch, ist ein Landschaftsschutzgebiet im Saarpfalz-Kreis und als Vogelschutzgebiet gleichzeitig Teil des Netzes Natura 2000.

## Lage
Das Beeder Bruch ist Teil des Biosphärenreservats Bliesgau. Es liegt in den Gemarkungen der Homburger Stadtteile Beeden und Schwarzenacker sowie in der Gemarkung des Kirkeler Ortsteils Altstadt.
Das nahezu dreieckig geformte Gebiet wird im Norden begrenzt durch die Landesstraße L 119, im Südosten durch Beeden sowie im Südwesten durch die Blies. Innerhalb des Beeder Bruchs liegt das 30 ha große ehemalige Naturschutzgebiet Höllengraben.

## Vogelschutz
Erhaltungsziel des Beeder Bruchs ist die Sicherung und Entwicklung der Funktion als Brut-, Rast- und Überwinterungsgebiet für die folgenden Vogelarten: Silberreiher, Zwergsäger, Fischadler, Kranich, Kampfläufer, Bruchwasserläufer, Pfeifente, Krickente, Spießente, Knäkente, Löffelente, Baumfalke, Flussregenpfeifer, Kiebitz, Zwergschnepfe, Bekassine, Flussuferläufer, Turteltaube, Kuckuck, Braunkehlchen und Pirol. Darüber hinaus brüten mehrere Weißstorch-Paare in den Auwiesen des Beeder Bruchs.

## Landschaftsschutz
Das Gebiet ist Bestandteil der Flussaue der Blies, daher befinden sich hier Auwald, genutzte und  brach gefallenen Auewiesen, Gräben und Tümpel. Die dort  vorherrschenden Lebensgemeinschaften Auewaldfragment,  Weiden-Erlen-Gehölze,  Nasswiesen,  Röhrichte,  Großseggenriede, Hochstaudenfluren, Quellfluren und Wasserpflanzengesellschaften sollen erhalten werden, da sie einer Vielzahl seltener und  gefährdeter Pflanzen- und Tierarten einen geeigneten Lebensraum bieten.

## Naherholungsgebiet
Unter dem Namen „Biotop Beeden“ ist das Gebiet eines der am stärksten frequentieren Schutzgebiete im Biosphärenreservat Bliesgau. Neben den verschiedenen Vogelarten können die Besucher hier auch die bereits 2005 angesiedelten Wasserbüffel und Heckrinder beobachten sowie eine Herde von Konik-Wildpferden. Zu diesem Zweck unterhält der Biotop-Verein Beeden eine Aussichtsplattform am Westrand des Beeder Bruchs sowie einen Aussichtspavillon.

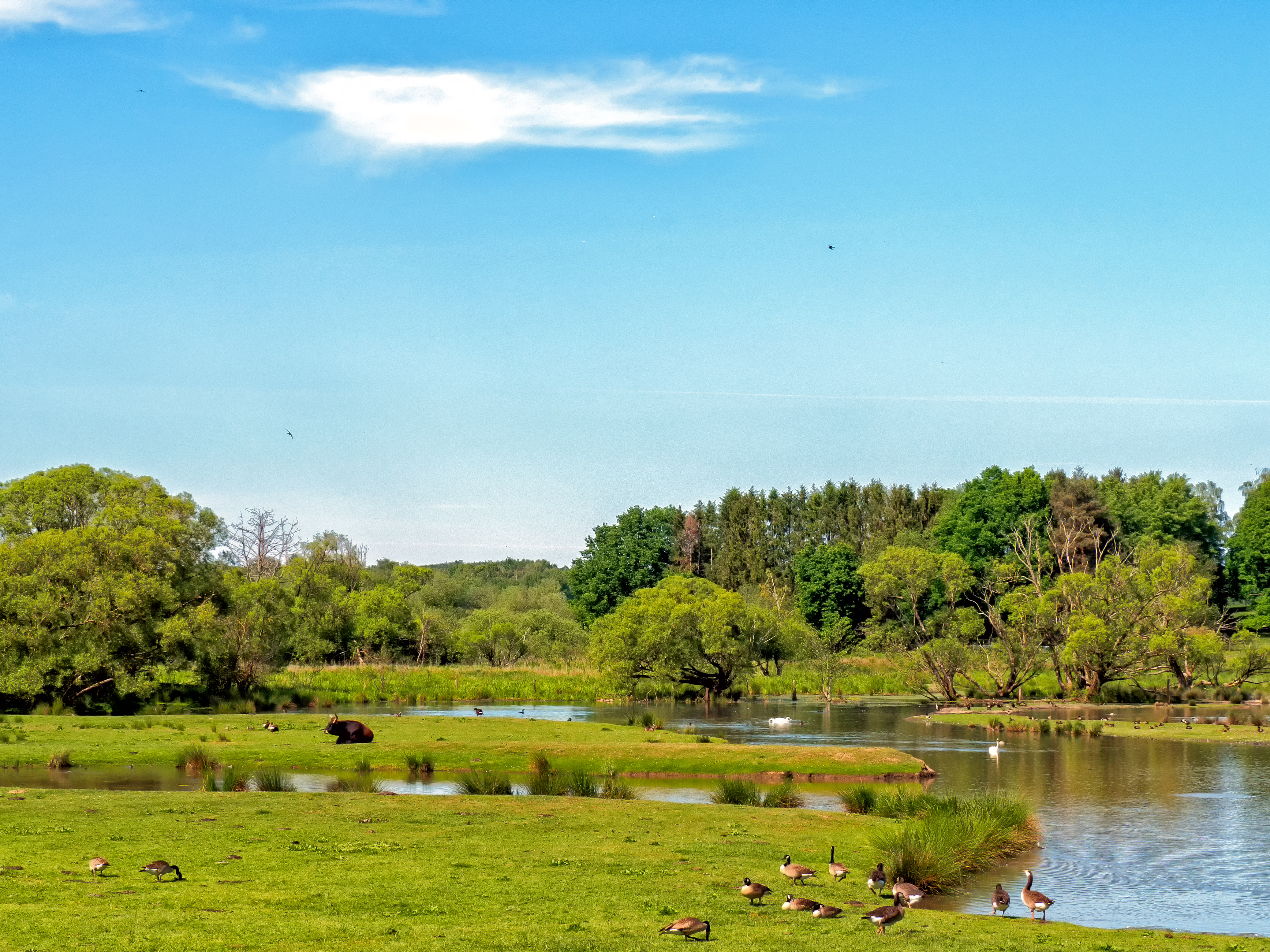
Blick von der Aussichtsplattform nach Nordosten
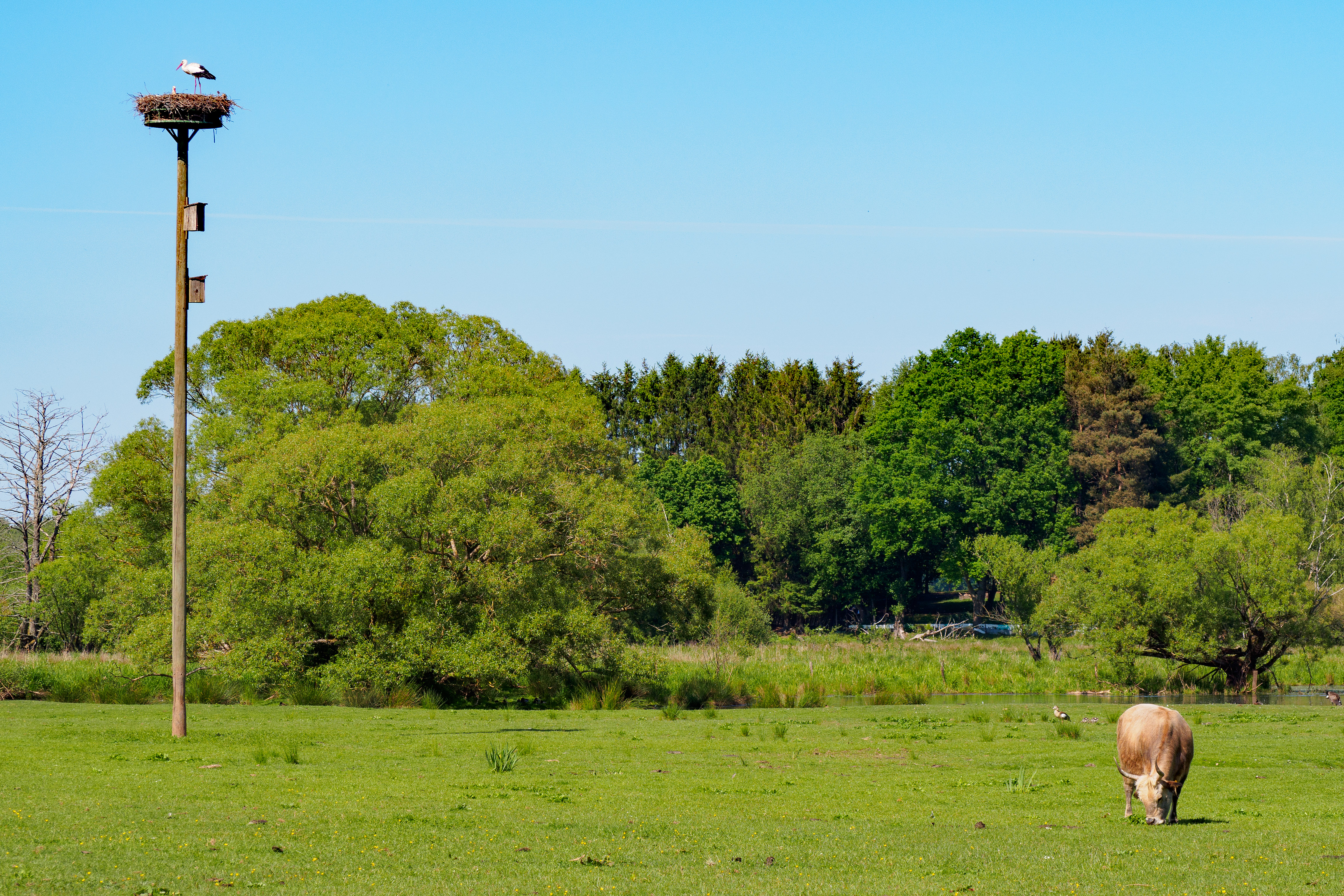
Blick von der Aussichtsplattform nach Osten
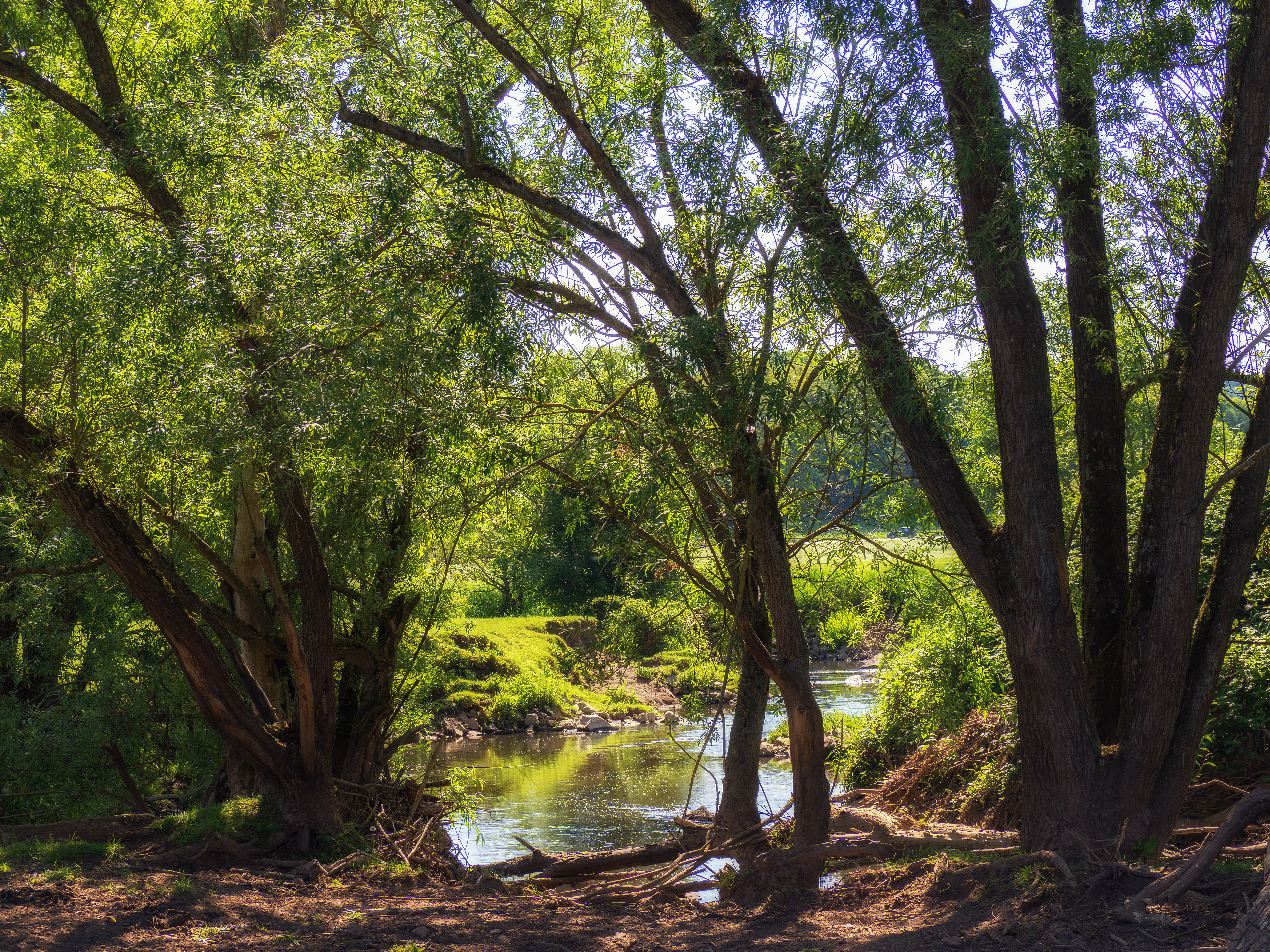
Ufer der Blies im Beeder Bruch